# Liste von Persönlichkeiten der Stadt Drammen
Die Liste von Persönlichkeiten der Stadt Drammen enthält Personen, die in Drammen geboren wurden sowie solche, die dort zeitweise gelebt haben, jeweils chronologisch aufgelistet nach dem Geburtsjahr.

## In Drammen geborene Persönlichkeiten

### Bis 1800
- Christian Ludwig Brau (1746–1777), Kirchenlieddichter
- Christen Elster (1763–1833), Politiker und Beamter
- Iver Hesselberg (1780–1844), Pfarrer, Autor und Politiker
- Christian Blom (1782–1861), Komponist
- Christen Smith (1785–1816), Botaniker und Forschungsreisender

### 19. Jahrhundert

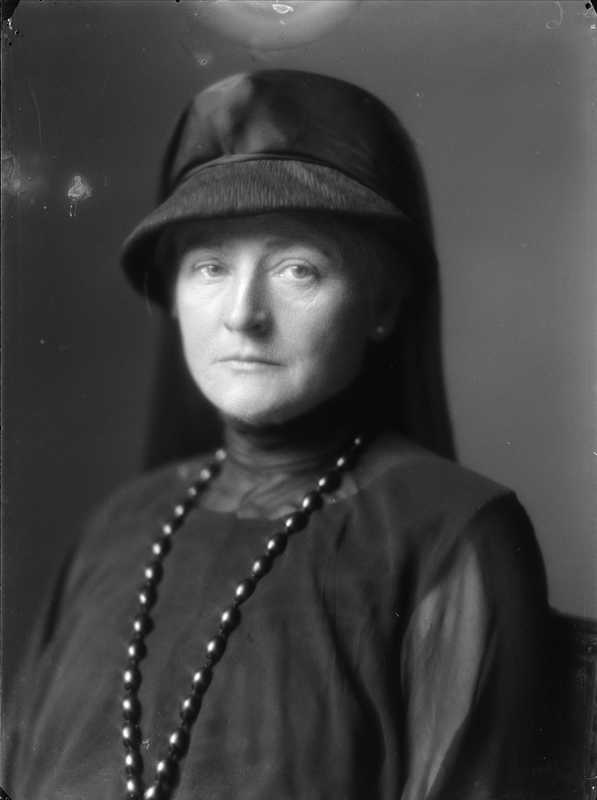
Barbra Ring

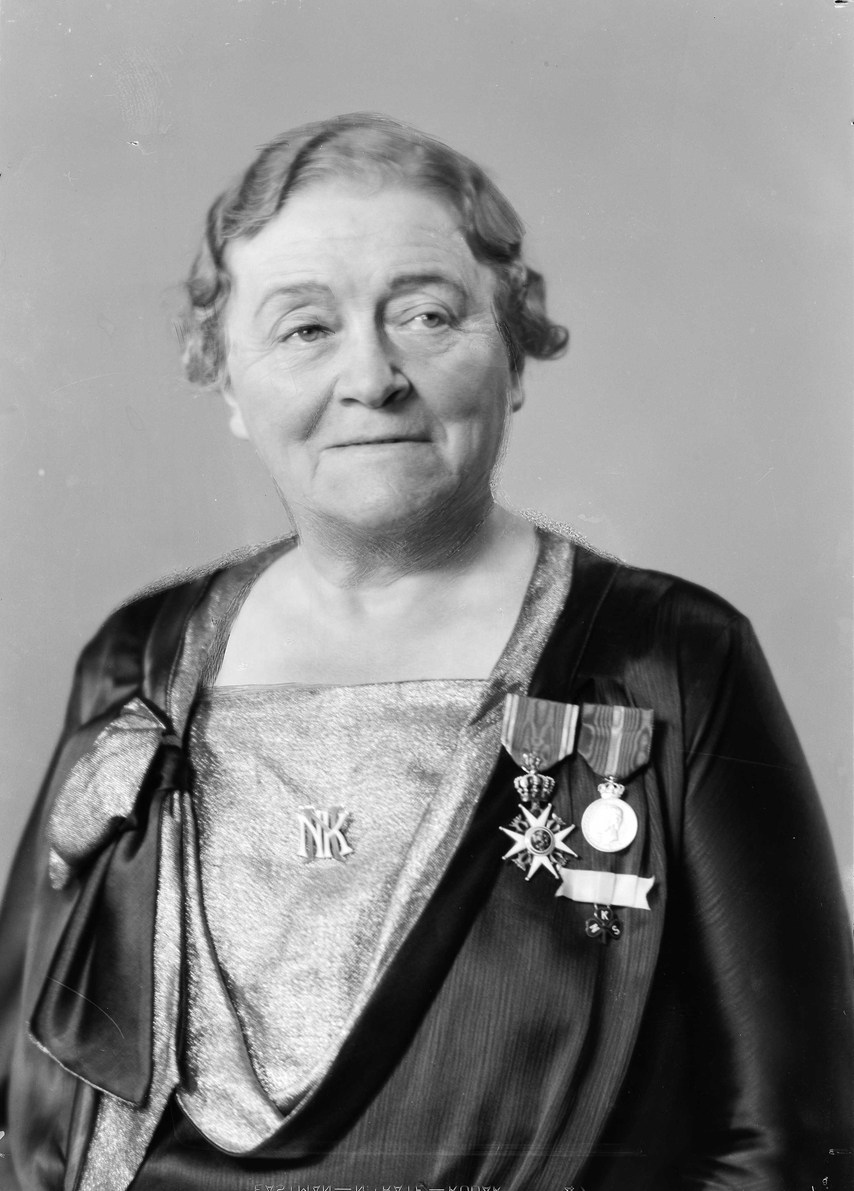
Betzy Kjelsberg

- Martinus Rørbye (1803–1848), dänischer Maler
- Peter Tidemand Malling (1807–1878), Buchdrucker, Verleger und Buchhändler
- Josephine Thrane (1820–1862), Lehrerin und Journalistin
- Johan Fredrik Eckersberg (1822–1870), Maler
- Niels Bjørnsen Møller (1827–1887), Landschaftsmaler und Marinemaler der Düsseldorfer Schule
- Peter Nicolai Arbo (1831–1892), Maler
- Bernhard Pauss (1839–1907), Theologe, Pädagoge und Autor
- Christian Cappelen (1845–1916), Organist und Komponist
- Cæsar Peter Møller Boeck (1845–1917), Dermatologe
- Elling Holst (1849–1915), Mathematiker
- Hans Jæger (1854–1910), Literat und Anarchist
- Daniel Nyblin (1856–1923), finnischer Porträtfotograf
- Tom Seeberg (1860–1938), Sportschütze
- Johan Halvorsen (1864–1935), Komponist und Dirigent
- Betzy Kjelsberg (1866–1950), Frauenrechtlerin und Politikerin
- Alfred Thielemann (1869–1954), Sportschütze
- Barbra Ring (1870–1955), Schriftstellerin und Literaturkritikerin
- Per Steenberg (1870–1947), Organist und Komponist
- Albert Helgerud (1876–1954), Sportschütze
- Halfdan Egedius (1877–1899), Maler und Illustrator
- Østen Østensen (1878–1939), Sportschütze
- Frithjof Olsen (1883–1922), Turner
- Herman Wildenvey (1885–1959), Lyriker
- Einar Torgersen (1886–1946), Segler
- Aksel Hansen (1887–1980), Turner
- Andreas Knudsen (1887–1982), Segler und Ruderer
- Ferdinand Bie (1888–1961), Leichtathlet
- Leif Erichsen (1888–1924), Segler
- Lalla Carlsen (1889–1967), Schauspielerin und Sängerin
- Konrad Knudsen (1890–1959), Maler, Journalist und Politiker, Mitglied des Storting
- Willem Stibolt (1890–1964), Tennisspieler
- Sigurd Christiansen (1891–1947), Schriftsteller
- Erling Wikborg (1894–1992), Politiker
- Thorleif Auerdahl (1895–1918), Lyriker
- Odd Dahl (1898–1994), Physiker, Abenteurer, Flugpionier und Polarforscher

### 20. Jahrhundert

#### 1901–1950

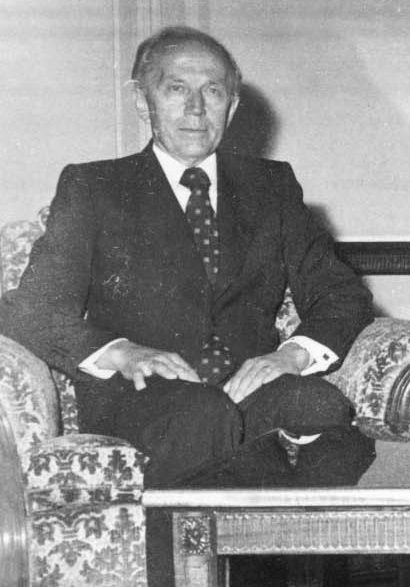
Lars Korvald

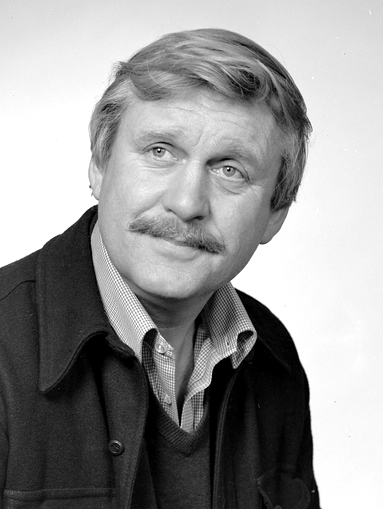
Sverre Holm

- Petter Moen (1901–1944), Journalist im Widerstand gegen die deutsche Besatzung
- Henry Wilhelm Kristiansen (1902–1942), Widerstandskämpfer, Persönlichkeit der norwegischen Arbeiter- und Widerstandsbewegung
- Alf Andersen (1906–1975), Skispringer
- Conrad Baden (1908–1989), Komponist und Organist
- Charles Mathiesen (1911–1994), Eisschnellläufer
- Hans Martin Gulbrandsen (1914–1979), Kanute
- Lars Korvald (1916–2006), Politiker und Ministerpräsident
- Finn Helgesen (1919–2011), Eisschnellläufer
- Finn Hodt (1919–2016), Eisschnellläufer
- Ragnar Christiansen (1922–2019), Politiker
- Finn Gustavsen (1926–2005), Sozialist und Politiker
- Knut Frydenlund (1927–1987), Diplomat und Politiker
- Leif Haraldseth (1929–2019), Politiker, Fylkesmann von Buskerud  und Gewerkschafter
- Sverre Holm (1931–2005), Schauspieler und Drehbuchautor
- Kaare Lien (* 1935), kanadischer Skispringer
- Leif Frimann Anisdahl (* 1937), Grafik-Designer und Briefmarkenkünstler
- Carl Fredrik Bunæs (1939–2022), Leichtathlet
- Berit Nøkleby (1939–2018), Historikerin, Biografin und Übersetzerin
- Mona Røkke (1940–2013), Politikerin und Juristin
- Odd Martinsen (* 1942), Skilangläufer
- Rakel Surlien (* 1944), Politikerin
- Sten Stensen (* 1947), Eisschnellläufer
- Arne Bergodd (* 1948), Ruderer
- Rolf Andreassen (* 1949), Ruderer
- Martin Kolberg (* 1949), Politiker
- Thorbjørn Jagland (* 1950), Politiker

#### 1951–1975

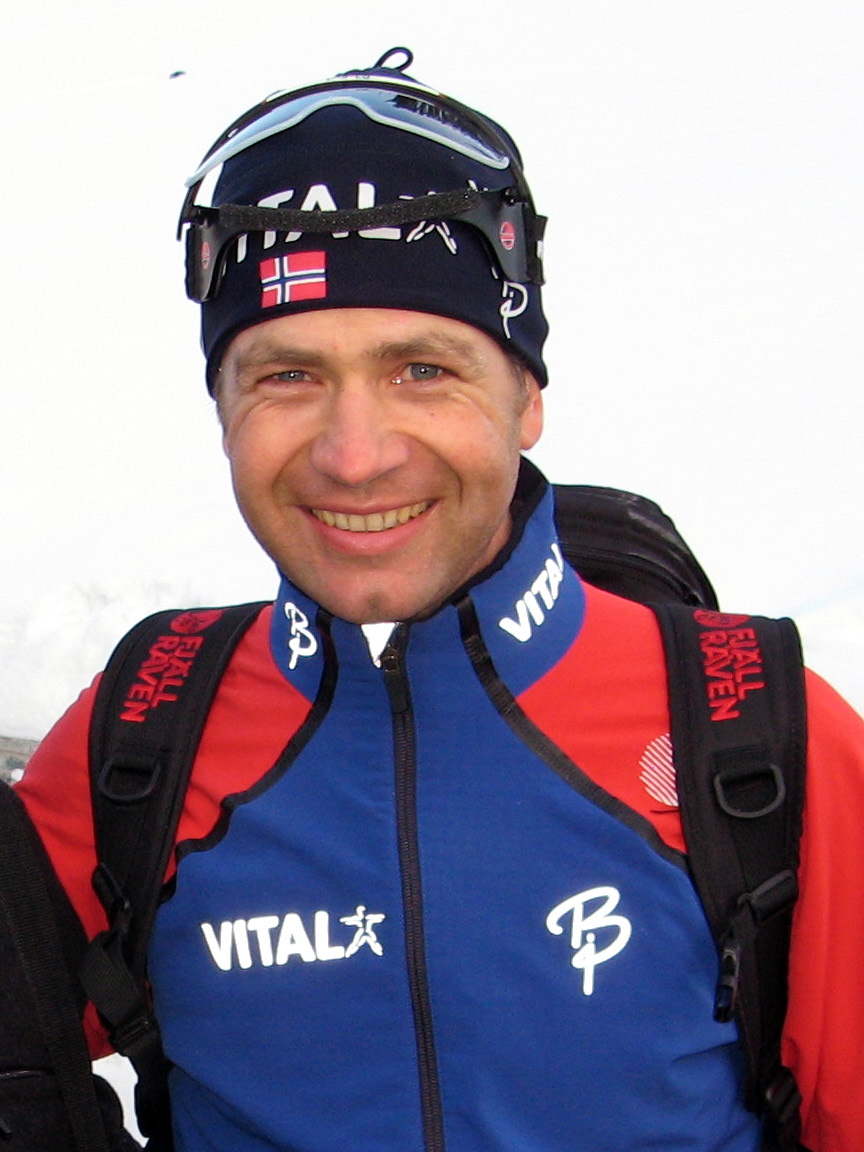
Ole Einar Bjørndalen

- Tor Bomann-Larsen (* 1951), Schriftsteller und Zeichner
- Lise Christoffersen (* 1955), Politikerin
- Øyvin Thon (* 1958), Orientierungsläufer
- Tor Håkon Holte (* 1958), Skilangläufer
- Geir Holte (* 1959), Skilangläufer
- Øivind Hånes (* 1960), Musiker, Komponist, Produzent und Schriftsteller
- Per Arne Glorvigen (* 1963), Bandoneon-Spieler
- Trude Dybendahl (1966–2024), Skilangläuferin
- Jørn Hurum (* 1967), Paläontologe
- Johann Olav Koss (* 1968), Eisschnellläufer
- Stian Hole (* 1969), Graphikdesigner, Kinderbuchautor und Illustrator
- Rune Høydahl (* 1969), Mountainbiker und Triathlet
- Dag Bjørndalen (* 1970), Biathlet
- Lars Gunnar Sønsteby (* 1970), Basketballspieler
- Eirik Lae Solberg (* 1971), Politiker
- Glenn Solberg (* 1972), Handballspieler und -trainer
- Morten Djupvik (* 1972), Springreiter
- Heidi Tjugum (* 1973), Handballspielerin und -trainerin
- Ole Einar Bjørndalen (* 1974), Biathlet und Olympiasieger
- Frode Hagen (* 1974), Handballspieler
- Fredrik Bekken (* 1975), Ruderer

#### 1976–2000
- Trond Iversen (* 1976), Skilangläufer
- Kim Christiansen (* 1976), Snowboarder

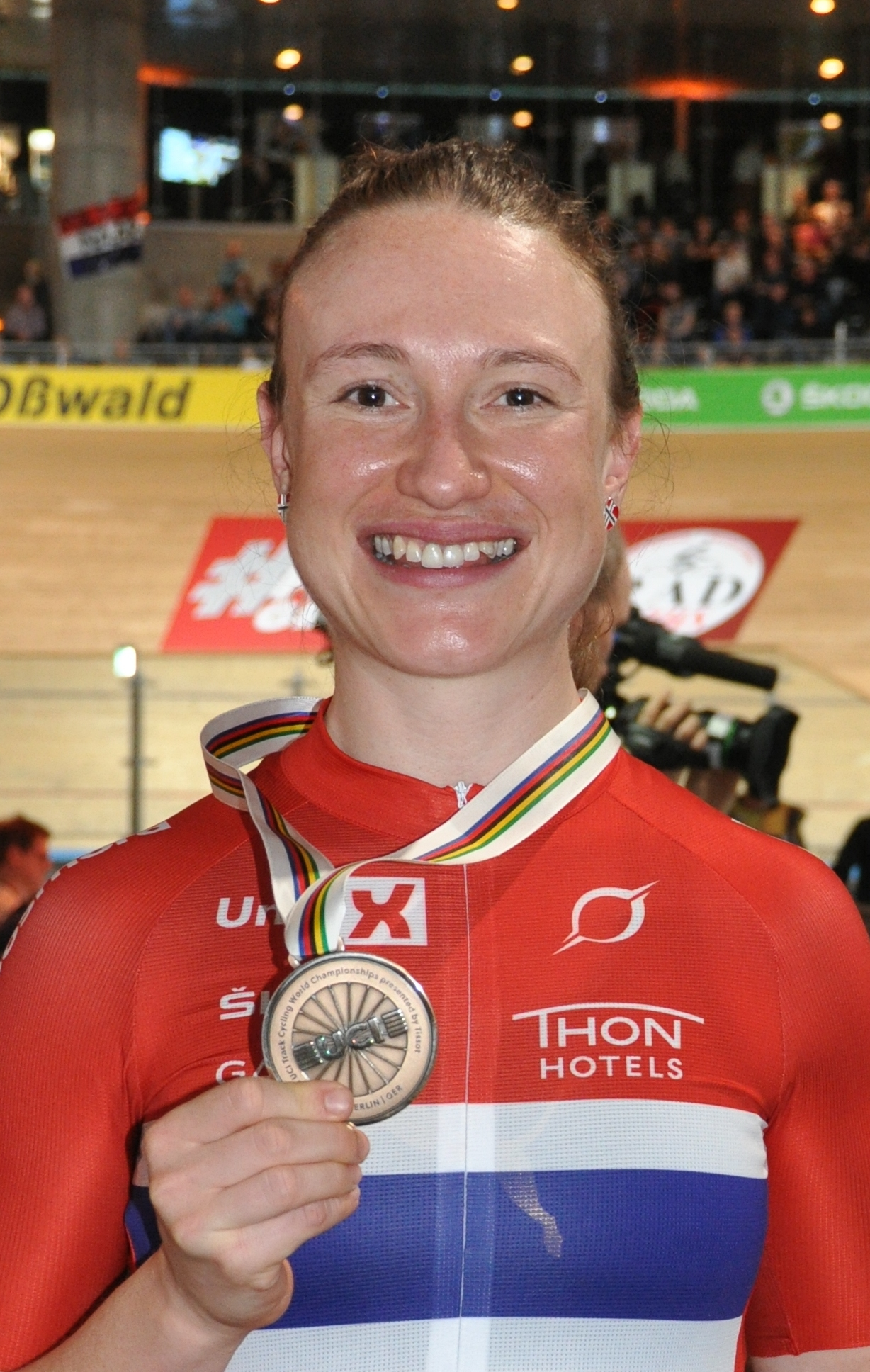
Anita Yvonne Stenberg

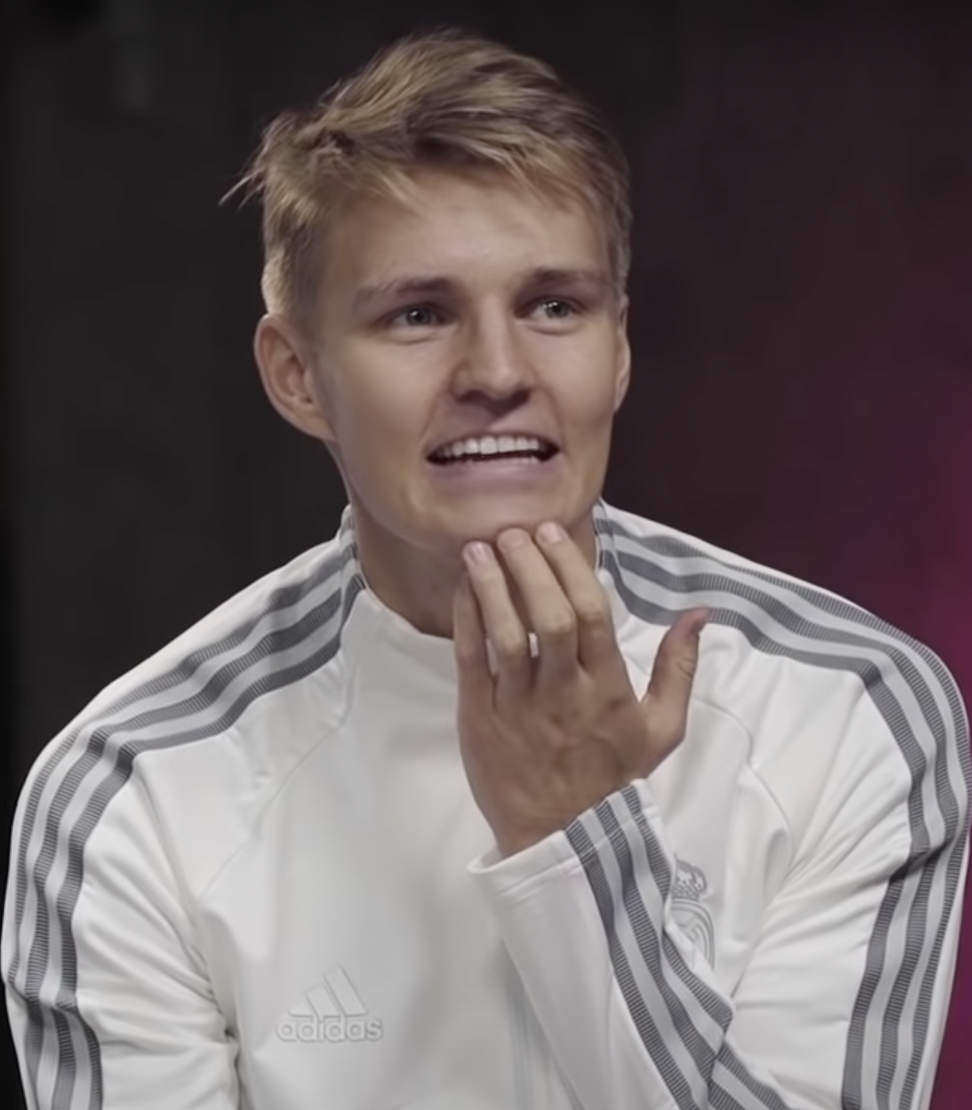
Martin Ødegaard

- Ingrid Berntsen (* 1978), Freestyle-Skierin
- Fredrik Hansen (* 1979), römisch-katholischer Geistlicher, Bischof von Oslo
- Marianne Andersen (* 1980), Orientierungsläuferin
- Odd Bohlin Borgersen (* 1980), Eisschnellläufer
- Jon Engen-Helgheim (* 1981), Politiker
- Jan-Richard Lislerud Hansen (* 1983), Handballspieler
- Omer Bhatti (* 1983), Rapper, Hip-Hop Künstler und Tänzer
- Line Jahr (* 1984), Skispringerin
- Kim-Roar Hansen (* 1984), Skispringer
- Mikko Riipinen (* 1987), finnisch-schwedischer Basketballtrainer und -spieler
- Espen Lie Hansen (* 1989), Handballspieler
- Gjermund Bråten (* 1990), Snowboarder
- Amahl Pellegrino (* 1990), Fußballspieler
- Anita Yvonne Stenberg (* 1992), Bahnradsportlerin
- Ferdinand Kvan Edman (* 1993), Leichtathlet
- Martin Ovenstad (* 1994), Fußballspieler
- Torbjørn Bergerud (* 1994), Handballspieler
- Henrik Gulden (* 1995), norwegisch-deutscher Fußballspieler
- Iver Fossum (* 1996), Fußballspieler
- Magnus Fredriksen (* 1997), Handballspieler
- Ida Lien (* 1997), Biathletin
- Robin Haug (* 1998), Handballtorwart
- Martin Ødegaard (* 1998), Fußballspieler
- Mats Øverby (* 2000), Biathlet
- Vetle Paulsen (* 2000), Biathlet

### 21. Jahrhundert
- Noah Jean Holm (* 2001), Fußballspieler
- Maria Hartz Melling (* 2002), Skilangläuferin
- Tobias Gulliksen (* 2003), Fußballspieler
- Sondre Granaas (* 2006), Fußballspieler

## Personen mit Bezug zu Drammen
- Niels Wulfsberg (1775–1852), Pfarrer, Herausgeber und Zeitungsredakteur
- Thorleif Haug (1894–1934), Skisportler
- Johan Støa (1900–1991), Skilangläufer